# 6349 Acapulco
6349 Acapulco este un asteroid din centura principală de asteroizi.

## Descriere
6349 Acapulco este un asteroid din centura principală de asteroizi. A fost descoperit pe 8 februarie 1995 la Ayashi de Masahiro Koishikawa. El prezintă o orbită caracterizată de o semiaxă mare de 2,67 ua, o excentricitate de 0,14 și o înclinație de 10,8° în raport cu ecliptica.